# Léopold Rosseel
Léopold Rosseel, né le 11 mai 1934 à Meulebeke et mort le 28 janvier 2017 à Iseghem, est un coureur cycliste belge, en activité de 1958 à 1962,.

## Palmarès
- 1955
  - 5e étape du Tour de Flandre Occidentale amateurs
- 1956
  - 1re étape du Tour de Flandre Occidentale amateurs
  - 2e du Circuit de la vallée de la Lys
  - 2e du Circuit Mandel-Lys-Escaut indépendants
- 1957
  - Grand Prix du Brabant wallon
  - Bruxelles-La Louvière-Bruxelles
  - 2e du Circuit des régions flamandes des indépendants
  - 3e de Bruxelles-Remouchamps
- 1958
  - Aalter-Bruxelles
  - 2e du Circuit de la vallée de la Lys
  - 2e du Circuit des Trois Provinces (Avelgem)
  - 6e de Harelbeke-Anvers-Harelbeke
- 1959
  - Nederboelare-Anzegem
  - 2e du Circuit de Flandre centrale
  - 3e du Grand Prix de la Banque
  - 8e de la Flèche wallonne
- 1960
  - 2e du Circuit de Flandre orientale
  - 3e de la Nokere Koerse
  - 3e de Hoeilaart-Diest-Hoeilaart
  - 3e de Tielt-Anvers-Tielt
  - 3e du Grand Prix Briek Schotte
- 1961
  - Grand Prix Flandria
  - 3e du Circuit des monts du sud-ouest
- 1962
  - 2e du Grand Prix Flandria
  - 3e du Circuit de la vallée de la Lys
- 1963
  - 3e à la 12e étape secteur a du Tour d'Espagne 1963
- 1965
  - 3e du Tour de Berlin

## Résultats sur le Tour d'Espagne
1 participation :
- 1963